# 15651 Tlepolemos
15651 Tlepolemos è un asteroide troiano di Giove del campo greco. Scoperto nel 1960, presenta un'orbita caratterizzata da un semiasse maggiore pari a 5,2899862 UA e da un'eccentricità di 0,0398058, inclinata di 2,96100° rispetto all'eclittica. Ha un diametro di 24,341 km	e un periodo di rotazione di 5,819 ore.
L'asteroide è dedicato a Tlepolemo, re di Rodi.